# Classe E et F
Pour les autres classes de navires du même nom, voir Classe E et Classe F.
La Classe E et F  est un groupe de 18 destroyers de la Royal Navy commandé dans les années 1930.

Trois navires ont été transférés à la Marine royale canadienne entre 1943 et 1944.

 Un navire a rejoint la Marine grecque en 1944 et un autre la Marine de guerre dominicaine en 1949.

## Conception
Il y a eu 18 navires de cette classe répartis en 9 navires de classe E et 9 navires de classe F. Dans chaque classe est construit un navire légèrement agrandi pour devenir le leader de flottille: le HMS Exmouth pour la Classe E et le HMS Faulknor pour la classe F.
La classe E a été commandée dans le cadre du programme de construction navale de 1931, la classe F dans le cadre du programme de construction navale de 1932. Ces navires étaient basés sur la classe D précédente, avec des modifications mineures de la coque et de l'armement. Deux des navires ont été modifiés pour accueillir 60 mines. La classe F était une répétition des classes E avec quelques différences mineures. Tous les destroyers étaient équipés d'un ASDIC (sonar) et pouvaient utiliser le dispositif de dragage de mines à deux vitesses TSDS (Two-Speed Destroyer Sweep).          
Les destroyers des classes E et F déplacent 1 428 t en charge normale et 1 970 t en pleine charge. Ils ont une longueur totale de 100,3 mètres, une largeur de 10,1 mètres et un tirant d'eau de 3,8 mètres. Ils sont propulsés par deux turbines à vapeur à engrenages Parsons, chacune entraînant un arbre d'hélice, utilisant la vapeur fournie par trois chaudières à trois tambours Almirauty qui fonctionnent à une pression de 20,7 bar et à une température de 327 °C. Les turbines développent une puissance totale de 36 000 chevaux-vapeur (27 000 kW) et atteignent une vitesse maximale de 35,5 nœuds (65,7 km/h). Les destroyers transportent un maximum de Modèle:Unités de mazout, ce qui leur donne une autonomie de 6 350 milles marins (11 760 km) à 15 nœuds (28 km/h).
Tous les navires avaient le même armement principal. Leurs quatre canons QF Mark IX, en affût simple, sont de 120 mm. Ils sont superposés deux à la proue et les deux autres à la poupe.
Deux plateformes de tubes lance-torpilles quadruples de 533 mm sont présentes dans l'axe du navire, installées après les deux cheminées et séparées par une plateforme projecteur.
Ils ne sont pas équipés comme dragueur de mines.
Une modernisation de temps de guerre est opérée dès 1940. À partir de mai 1940, le banc arrière des tubes de torpilles est retiré et remplacé par un canon antiaérien QF de 12 livres 20-cwt, le mât arrière et la cheminée étant coupés pour améliorer le champ de tir du canon. Quatre à huit canons Oerlikon QF de 20 mm sont ajoutés aux navires survivants, remplaçant généralement les supports de mitrailleuse de calibre .50 entre les cheminées. Au début de la guerre, le stockage des grenades sous-marines est passé à 38. En 1943, tous les navires survivants, à l'exception du Fury, font enlever leur canon "Y" sur le pont arrière pour permettre un stockage supplémentaire de grenades sous-marines et l'installation de deux lanceurs de grenades sous-marines supplémentaires. Le canon de 12 livres est retiré pour permettre l'installation d'un radiogoniomètre Huff-Duff sur un mât principal court et pour permettre le stockage de charges sous-marines supplémentaires. Tous les survivants, à l'exception peut-être du Echo, font remplacer leur canon "A" ou "B" par un mortier Hedgehog anti-sous-marin, et leur tour de contrôle et leur télémètre au-dessus du pont sont retirés en échange d'un radar de repérage de cible Type 271, le Fame fait réinstaller son canon "A" en 1944. Un radar de recherche de surface à courte portée de type 286, adapté du radar ASV de la Royal Air Force, est également ajouté. Les premiers modèles, cependant, ne peuvent que balayer directement vers l'avant et doivent visés en tournant tout le navire. Les modifications du Express diffèrent quelque peu, le canon "B" étant remplacé par un canon double QF de 6 livres monté sur un support Hotchkiss et une installation Hedgehog divisée. En outre, il conserve son canon de 12 livres, mais les tubes de torpilles restants sont retirés.

## Service
Ils ont servi durant la Seconde Guerre mondiale. Neuf ont été perdus durant les combats.

## Les bâtiments

### Les destroyers du groupe E
| Nom                              | Pennant number | Lancement       | Service effectif  | Chantier naval                                       | Fin de carrière                                                           | Photo              |
| -------------------------------- | -------------- | --------------- | ----------------- | ---------------------------------------------------- | ------------------------------------------------------------------------- | ------------------ |
| HMS Echo Navarinon (1944)        | H23            | 16 février 1934 | 22 octobre 1934   | William Denny and Brothers Dumbarton                 | vendu en 1944 à la marine de guerre hellénique et démoli en 1956          | HMS Echo           |
| HMS Eclipse                      | H08            | 12 avril 1934   | 29 novembre 1934  | William Denny and Brothers Dumbarton                 | coulé le 24 octobre 1943                                                  | HMS Eclipse        |
| HMS Electra                      | H27            | 15 février 1934 | 13 septembre 1934 | Hawthorn Leslie and Company Hebburn                  | coulé le 27 février 1942                                                  | HMS Electra        |
| HMS Encounter                    | H10            | 29 mars 1934    | 2 novembre 1934   | Hawthorn Leslie and Company Hebburn                  | coulé le 1er mars 1942                                                    | HMS Encounter 1938 |
| HMS Escapade                     | H17            | 30 janvier 1934 | 30 août 1934      | Scotts Shipbuilding and Engineering Company Greenock | vendu pour démolition le 17 mai 1947                                      | HMS Escapade       |
| HMS Escort                       | H66            | 29 mars 1934    | 30 octobre 1934   | Scotts Shipbuilding and Engineering Company Greenock | coulé le 11 juillet 1940                                                  | HMS Escort         |
| HMS Esk                          | H15            | 19 mars 1934    | 28 septembre 1934 | Swan Hunter Wallsend                                 | coulé le 31 août 1940                                                     | HMS Esk 1935       |
| HMS Express NCSM Gatineau (1943) | H61            | 29 mai 1934     | 2 novembre 1934   | Swan Hunter Wallsend                                 | transféré en juin 1943 dans la Marine royale canadienne et démoli en 1955 | HMS Express        |
| HMS Exmouth                      | H02            | 7 février 1934  | 9 novembre 1934   | Base Navale Portsmouth                               | coulé le 21 janvier 1940                                                  | HMS Exmouth        |

### Les destroyers du groupe F
| Nom                                  | Pennant number | Lancement         | Service effectif | Chantier naval                       | Fin de carrière                      | Photo         |
| ------------------------------------ | -------------- | ----------------- | ---------------- | ------------------------------------ | ------------------------------------ | ------------- |
| HMS Fame Generalisimo (1949)         | H78            | 28 juin 1934      | 26 avril 1935    | Vickers-Armstrongs Barrow-in-Furness | démoli en 1968 le 1er juin 1940      | HMS Fame 1942 |
| HMS Fearless                         | H67            | 12 mai 1934       | 22 décembre 1934 | Cammell Laird Birkenhead             | coulé le 23 juillet 1941             | HMS Fearless  |
| HMS Firedrake                        | H79            | 28 juin 1934      | 30 mai 1935      | Vickers-Armstrongs Barrow-in-Furness | torpillé le 17 décembre 1942         | HMS Firedrake |
| HMS Foresight                        | H68            | 29 juin 1934      | 15 mai 1935      | Cammell Laird Birkenhead             | torpillé le 12 août 1942             | HMS Foresight |
| HMS Forester                         | H74            | 28 mai 1934       | 27 avril 1935    | J. Samuel White Clydebank            | vendu le 22 janvier 1946             | HMS Forester  |
| HMS Fortune NCSM Saskatchewan (1943) | H70            | 29 août 1934      | 27 avril 1935    | John Brown & Company Cowes           | retiré du service le 28 janvier 1946 | HMS Fortune   |
| HMS Foxhound NCSM Qu'appelle (1944)  | H69            | 12 octobre 1934   | 6 juin 1935      | John Brown & Company Cowes           | retiré d service le 12 mai 1946      | HMS Foxhound  |
| HMS Fury                             | H76            | 10 septembre 1934 | 18 mai 1935      | J. Samuel White Clydebank            | coulé le 21 juin 1944                | HMS Fury      |
| HMS Faulknor                         | H62            | 12 juin 1934      | 24 mai 1935      | Yarrow Shipbuilders Scotstoun        | vendu le 22 janvier 1946             | HMS Faulknor  |